# Království Kunindů

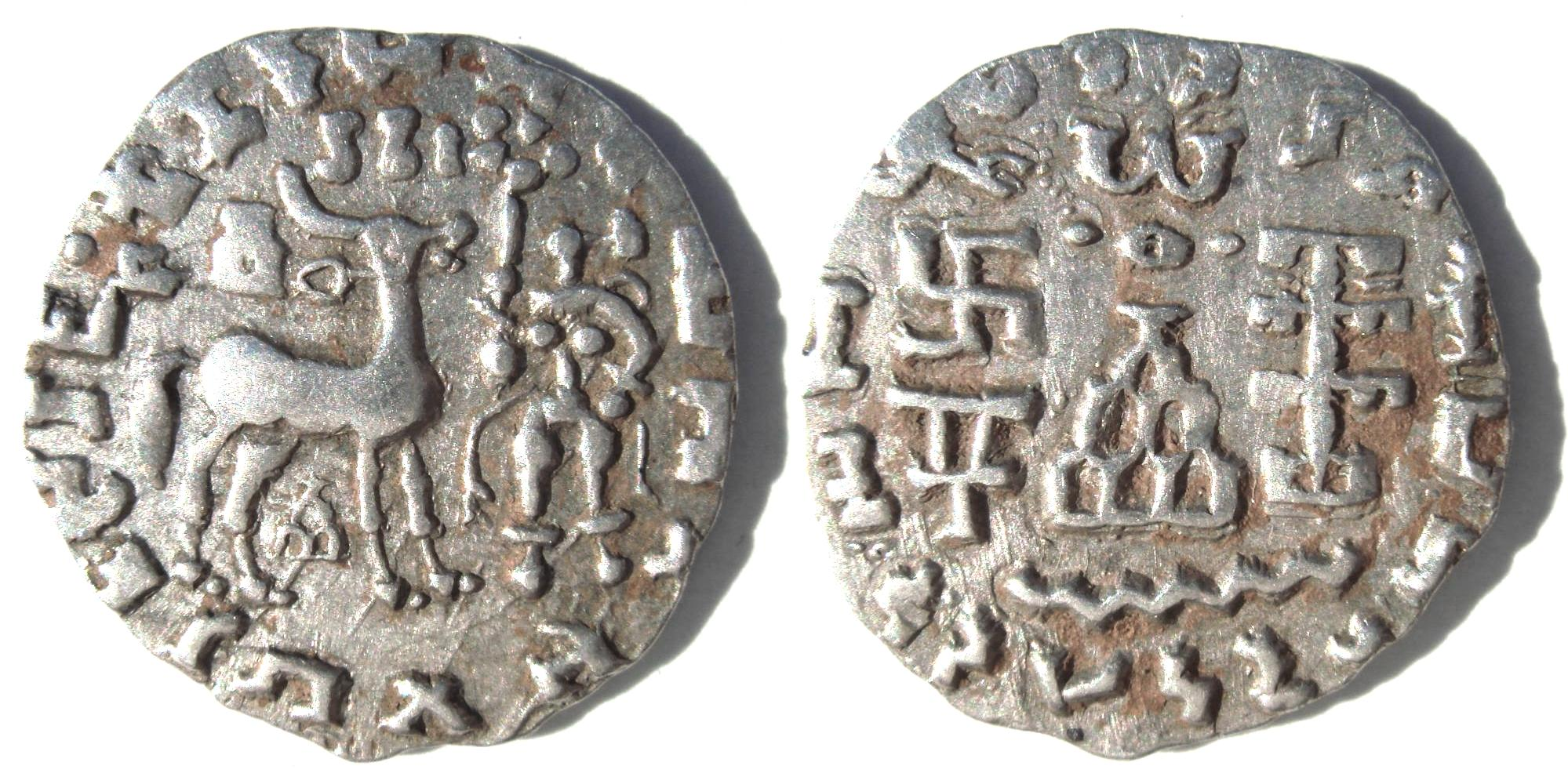
Dobové mince Kunindů, okolo 1. století př. n. l.
Líc: Vpravo stojí jelen, který je korunován dvěma kobrami a doprovázen bohyní Lakšminí, jež v ruce drží lotos. Legenda na minci nese nápis v prákrtu a zní: Rádžnah Kunindásja Amóghabhútisja mahárajasja („Velký král Kunindů Amóghabhúti“).
Rub: Nad stúpou uprostřed se nachází buddhistický symbol triratny. Kolem stúpy je dále svastika, „Y“ symbol a strom v ohradě. Legenda na minci v písmu kharošthí zní: Rána Kunidasá Amóghabhútisa Maháradžása („Velký král Kunindů Amóghabhúti“).

Království Kunindů se nacházelo někdy od 2. století př. n. l. do 3. století v centrální oblasti Himálají na území dnešních států Uttarákhand a Himáčalpradéš. Zmínky o této zemi pochází z Purán a staroindických eposů. Podle Mahábháraty bylo kunindské království přemoženo samotným Ardžunou, jednou z hlavních postav Mahábháraty.
Z dob království Kunindů se dochovala řada numismatického materiálu, který poskytuje cenné informace o tehdejší době. Tyto mince jsou v zásadě dvojího druhu. První byly vydány okolo 1. století př. n. l. a další okolo 2. století našeho letopočtu. Starší druh mincí vykazuje vlivy mincí Indo-řeckého království a jsou na nich vyobrazovány buddhistické symboly jako je např. triratna. Bývají nacházeny společně s mincemi Indo-řeckého království a mají většinou stejnou váhu i rozměr.
Mnoho zpráv se o království nedochovalo, jedny z hlavních zdrojů informací o Království Kunindů poskytují právě mince. Království zaniklo někdy ve třetím století.